# Auld Lang Syne (album Binga Crosby’ego)
Auld Lang Syne – album kompilacyjny autorstwa Binga Crosby’ego wydany w 1948 roku przez Decca Records.
W tym zestawie znalazło się wiele wielkich przebojów Binga, takich jak: „Silver Threads Among the Gold” oraz „Now Is the Hour”.

## Lista utworów
Utwory znalazły się na 4-płytowym, 78-obrotowym zestawie, Decca Album No. A-663.
płyta 1
(28 marca 1947)
| 1. | „Happy Birthday Auld Lang Syne” | 3:04  |
|    |                                 |       |
| 2. | „Anniversary Song”              | 3:12  |
|    |                                 |       |
|    |                                 | 06:16 |
|    |                                 |       |
płyta 2
(4 czerwca 1947)
| 1. | „Whiffenpoof Song” | 3:00  |
|    |                    |       |
| 2. | „Kentucky Babe”    | 3:15  |
|    |                    |       |
|    |                    | 06:15 |
|    |                    |       |
płyta 3
(8 listopada 1947)
| 1. | „Now Is the Hour”               | 3:01  |
|    |                                 |       |
| 2. | „Silver Threads Among the Gold” | 2:51  |
|    |                                 |       |
|    |                                 | 05:52 |
|    |                                 |       |
płyta 4
(30 lipca 1945 i 25 kwietnia 1938)
| 1. | „Home Sweet Home”     | 2:50  |
|    |                       |       |
| 2. | „Darling Nellie Gray” | 3:01  |
|    |                       |       |
|    |                       | 05:51 |
|    |                       |       |